# Paseo del Buen Pastor

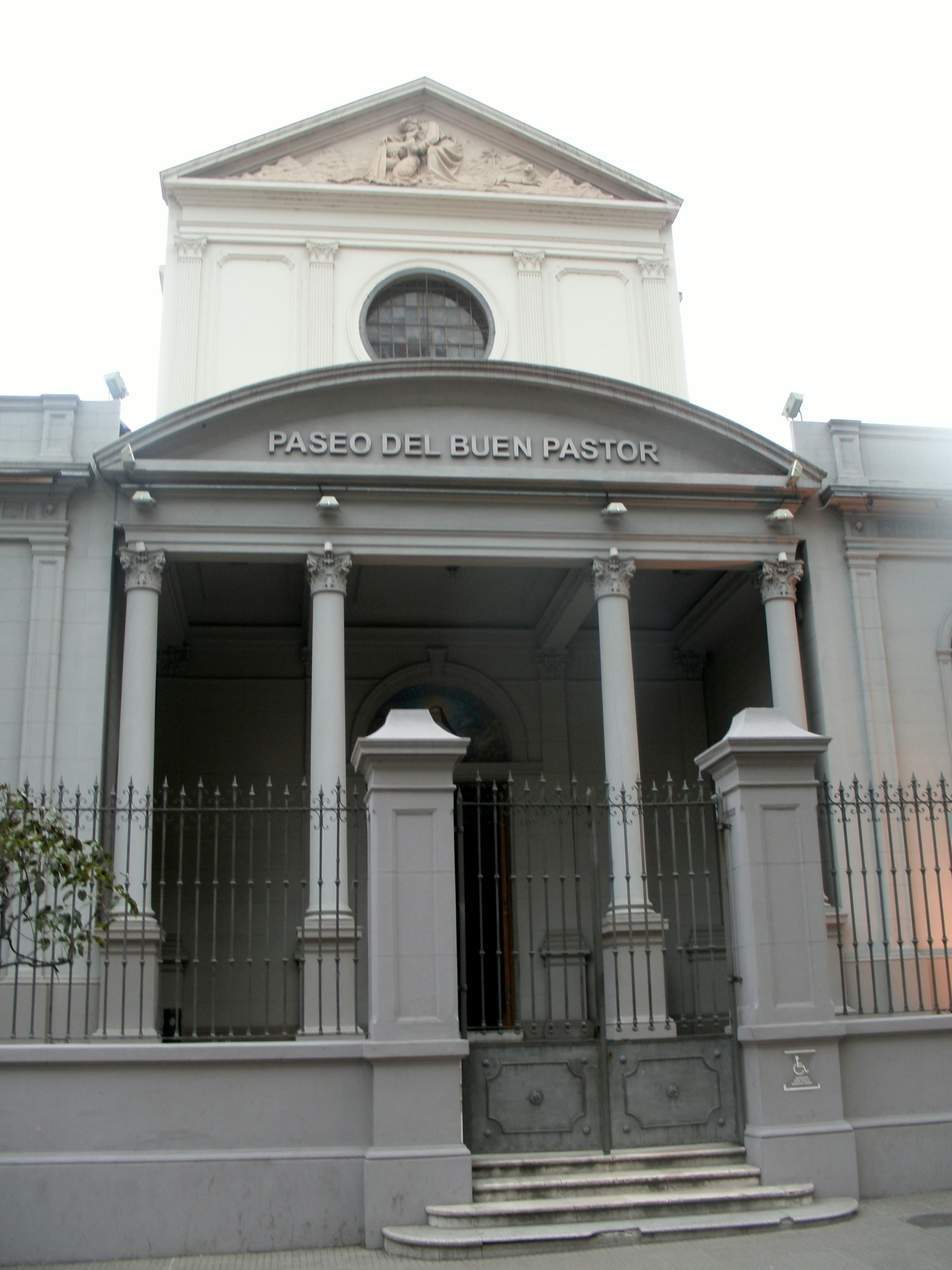
Puerta de ingreso al complejo.

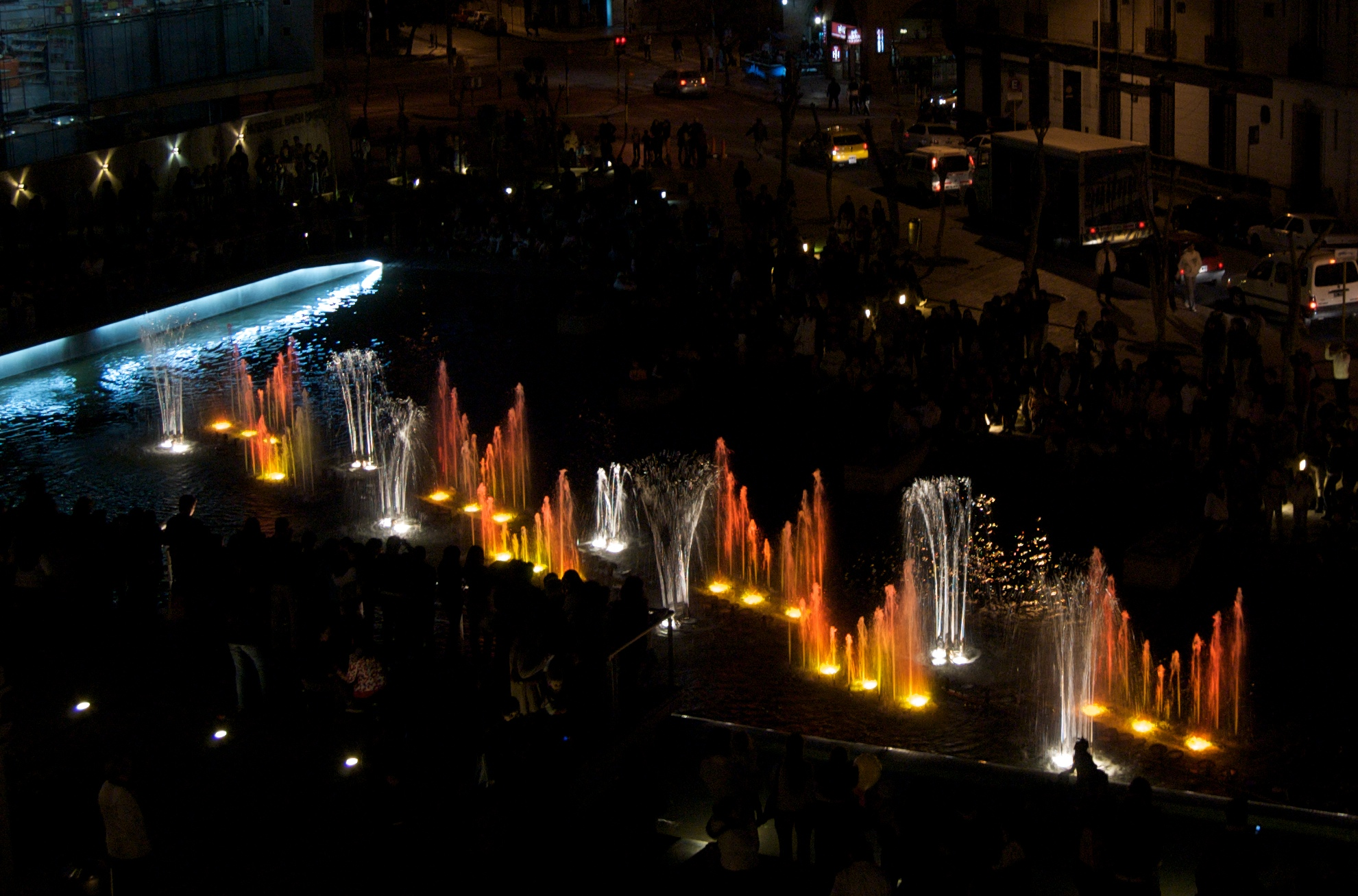
Las aguas danzantes son un espectáculo muy concurrido del Paseo.

El Paseo del Buen Pastor o Paseo Cultural del Buen Pastor  es un centro cultural, recreativo y comercial, ubicado en el corazón del barrio Nueva Córdoba, Av. Hipólito Yrigoyen 325 en la ciudad de Córdoba, Argentina. Fue inaugurado en el año 2007 por el entonces gobernador José Manuel de la Sota.
Funciona como punto de reunión y encuentro de los cordobeses, sobre todo de jóvenes, ya que es uno de los espacios más agradables que tiene Córdoba por su multiespacio recreativo, cultural y turístico. El Paseo Del Buen Pastor cuenta con una galería comercial, en la cual se desarrollan eventos y exposiciones, también se encuentran dos restaurantes, bares, tiendas, y una fuente de aguas danzantes que gracias a su sistema de música e iluminación se convierte en un lugar atractivo muy frecuentado por los visitantes.
Se encuentra frente a la Iglesia de Los Capuchinos, que en los últimos años comenzó con un proceso de restauración.

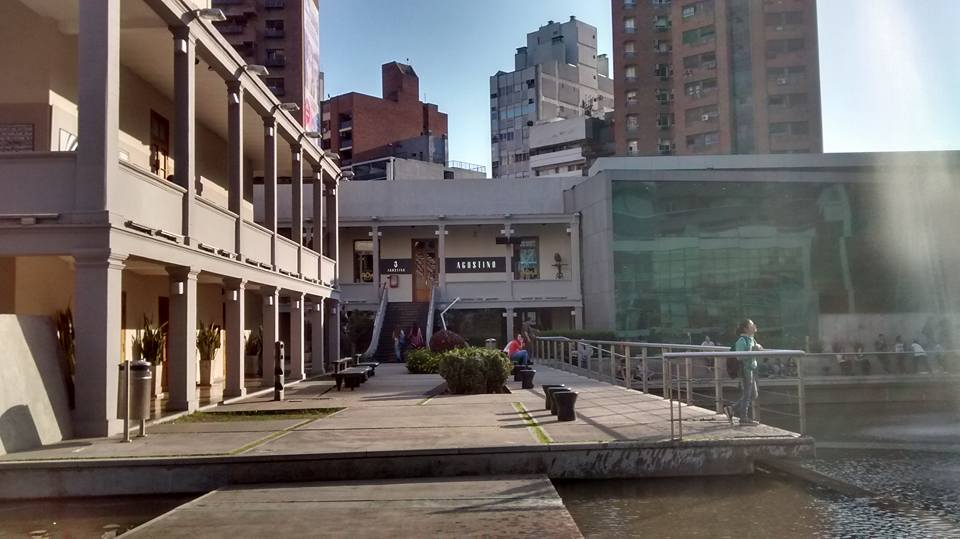
Galería del Paseo del Buen Pastor

## Historia
El edificio fue construido entre 1897 y 1906 para la orden de las hermanas de Nuestra Señora de la Caridad del Buen Pastor de Angers y destinado a ser un centro correccional de mujeres y menores. Durante casi 100 años este lugar funcionó como asilo y cárcel correccional de mujeres. En el año 1888, un grupo de religiosas francesas pertenecientes a la congregación “Nuestra Señora de la Caridad del Buen Pastor”, crean el “Taller de la Sagrada Familia” en donde protegían y educaban a niñas pobres y huérfanas. Como resultado del buen desempeño de esta obra, en 1892 el gobierno provincial dispone a las religiosas hacerse cargo de la atención y dirección de reclusas, y para ello las autoridades donan en 1896 un terreno para llevar a cabo el asilo. En 1905, el arquitecto José Montblanch planea la cárcel de mujeres y la capilla, y lleva a cabo el proyecto.

## Cárcel del Buen Pastor
Durante la intervención del brigadier Raúl Lacabanne en Córdoba y la última dictadura militar (1976-1983), el penal funcionó como un lugar de reclusión de detenidas políticas. La propia cárcel ya era inadecuada como tal en 1970 y la instalación fue cerrada poco después. Sus últimas ocupantes prisioneras fueron tres mujeres detenidas por razones políticas en torno a 1977. Al llegar al 2000, la capilla se desacraliza, y fue restaurada para rescatar tanto su planta en cruz griega (única en su especie en la ciudad), como las pinturas murales y cuadros de artistas como Manuel Cardeñosa, Emiliano Gómez Clara y Emilio Caraffa. También se preservó el atrio y las galerías circundantes.

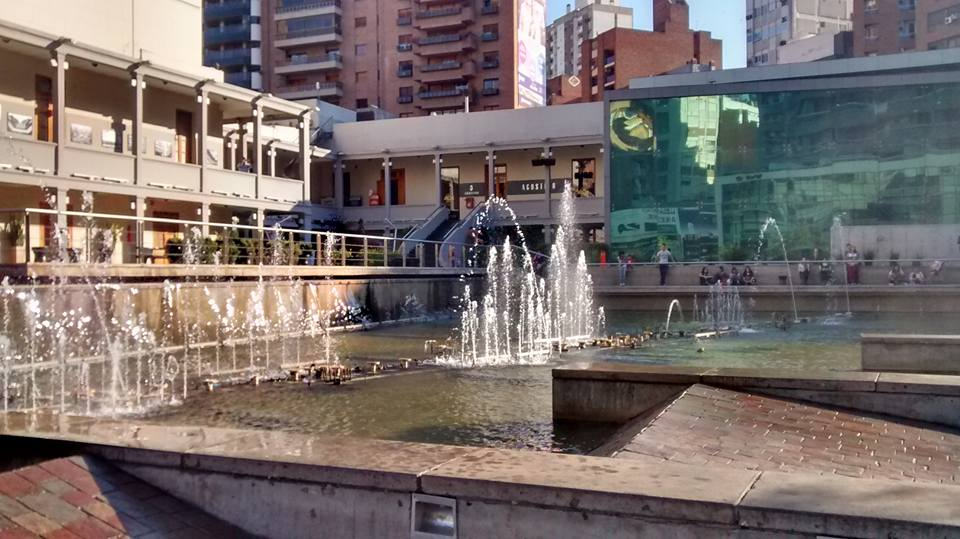
Aguas Danzantes

Luego, después de años de abandono, la Provincia de Córdoba en agosto de 2002 anunció la aprobación de un proyecto de reciclado para los 10 000 m² del solar. El proyecto fue supervisado por la Agencia Córdoba Cultura y fue realizado por la Dirección Provincial de Arquitectura con un presupuesto de 5 millones de U$D iniciándose a principios de 2005 con la demolición de la antigua cárcel.
Una galería comercial de 6.400 m² se ha desarrollado, incluyendo un centro de exposiciones, sala de eventos, fuente de aguas danzantes y espacio de encuentro y recreación, dos restaurantes, bares, tiendas y reservados para los comerciantes minoristas de vinos, cuero y artesanías. El "Paseo del Buen Pastor", con principal acceso por la Avenida Hipólito Irigoyen n° 325, se inauguró el 4 de agosto de 2007, concebido como un complejo cultural, recreativo y gastronómico-comercial, y está ubicado en uno de los sectores de mayor cotización inmobiliaria de la ciudad de Córdoba.
Este nuevo espacio cultural preservó la antigua capilla junto a sus valiosos murales, la cual podemos encontrar en el centro del Buen Pastor, y en cuanto a los pabellones de la ex-cárcel fueron tirados debido al mal estado de conservación que tenían. La demolición de la cárcel permitió poner en valor el majestuoso perfil neo-gótico de la Iglesia de los Padres Capuchinos, que resalta aún más por el contraste con la moderna arquitectura del complejo.

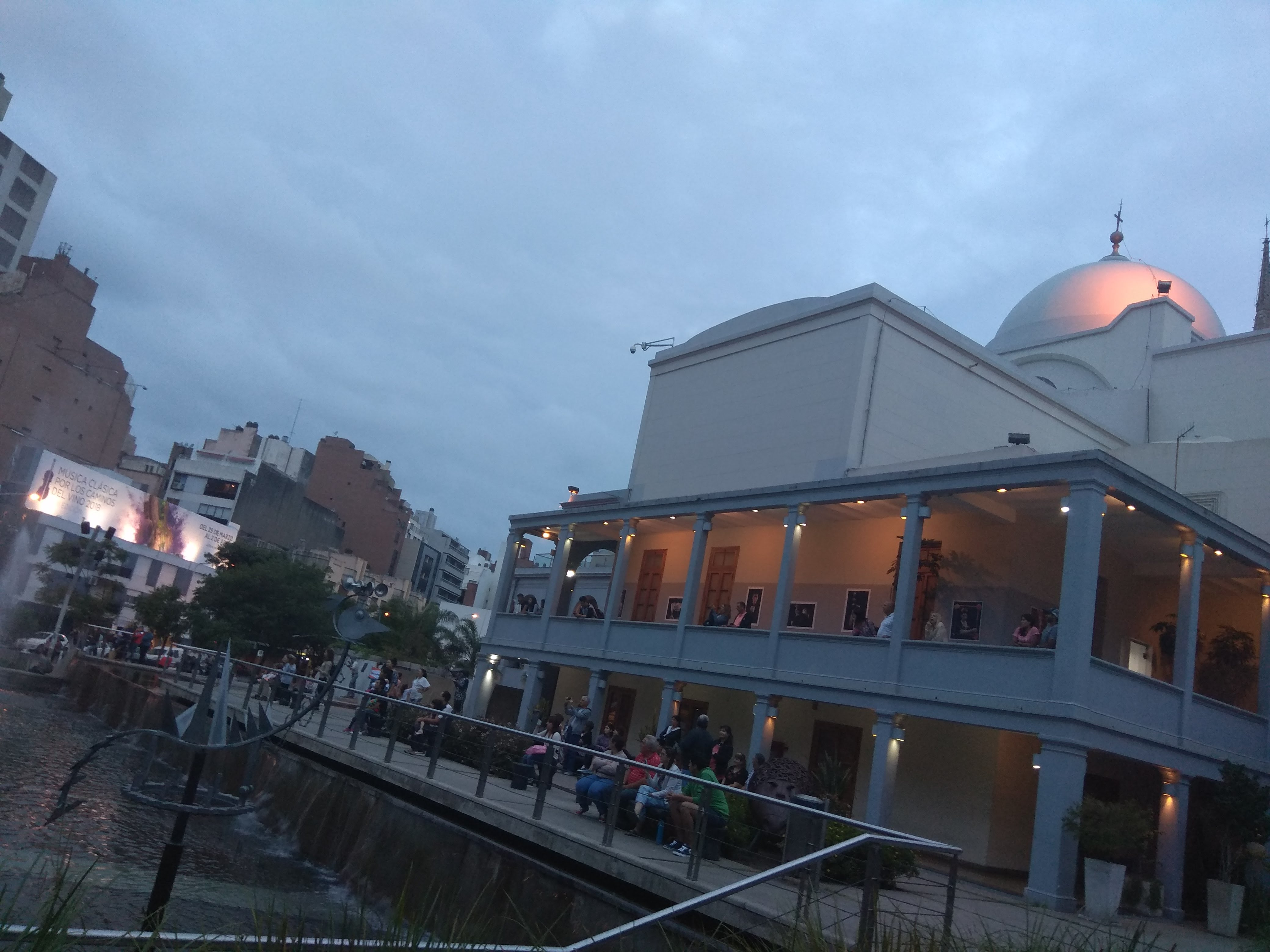
Aguas danzantes en un día nublado

En el espacio libre que quedó tras la demolición de los 6.400 metros cuadrados de pabellones de la ex cárcel de mujeres, se edificaron locales comerciales que alojan dos restaurantes, un resto bar, una vinoteca y venta de productos regionales, un bar temático y un local de venta de artículos de cuero.
Proyecto Original: Arq. José Montblanch Proyectada y Ejecutada entre 1897 y 1906
Proyecto: Gobierno de la Provincia de Córdoba. Dirección Provincial de Arquitectura
Jefe de Proyecto: Arq. Héctor Spinsanti
Equipo Técnico: Arquitectos Lucas Valfré, Mariano Da Rosa, Adriana Rocca, Fernando Aureli, Oscar Bazán y Verónica Villanueva.
Colaboradores: Arquitectos Leonardo Sassi, Diego Da Rosa, Diego Sampietro, Patricia Molaioli, Jorge Albiol, Juan Espinosa, Sergio Mazzola.
Destacados Artistas y profesionales de la escuela de Bellas Artes Córdoba
Ubicación: Av. Hipólito Irigoyen 326 - B° Nva. Cba. Córdoba Capital - Argentina.
Superficie Terreno: 10.396m2
Superficie Cubierta: 3.196m2
Proyecto: 2005
Ejecución: 2006/2007
Empresa Constructora: Henisa Sud. S.A
Actualmente, el visitante puede optar por diferentes programas: conciertos, presentaciones de libros, muestras de pinturas, esculturas y fotografías, obras de teatro, visitas guiadas, show de títeres entre otros.

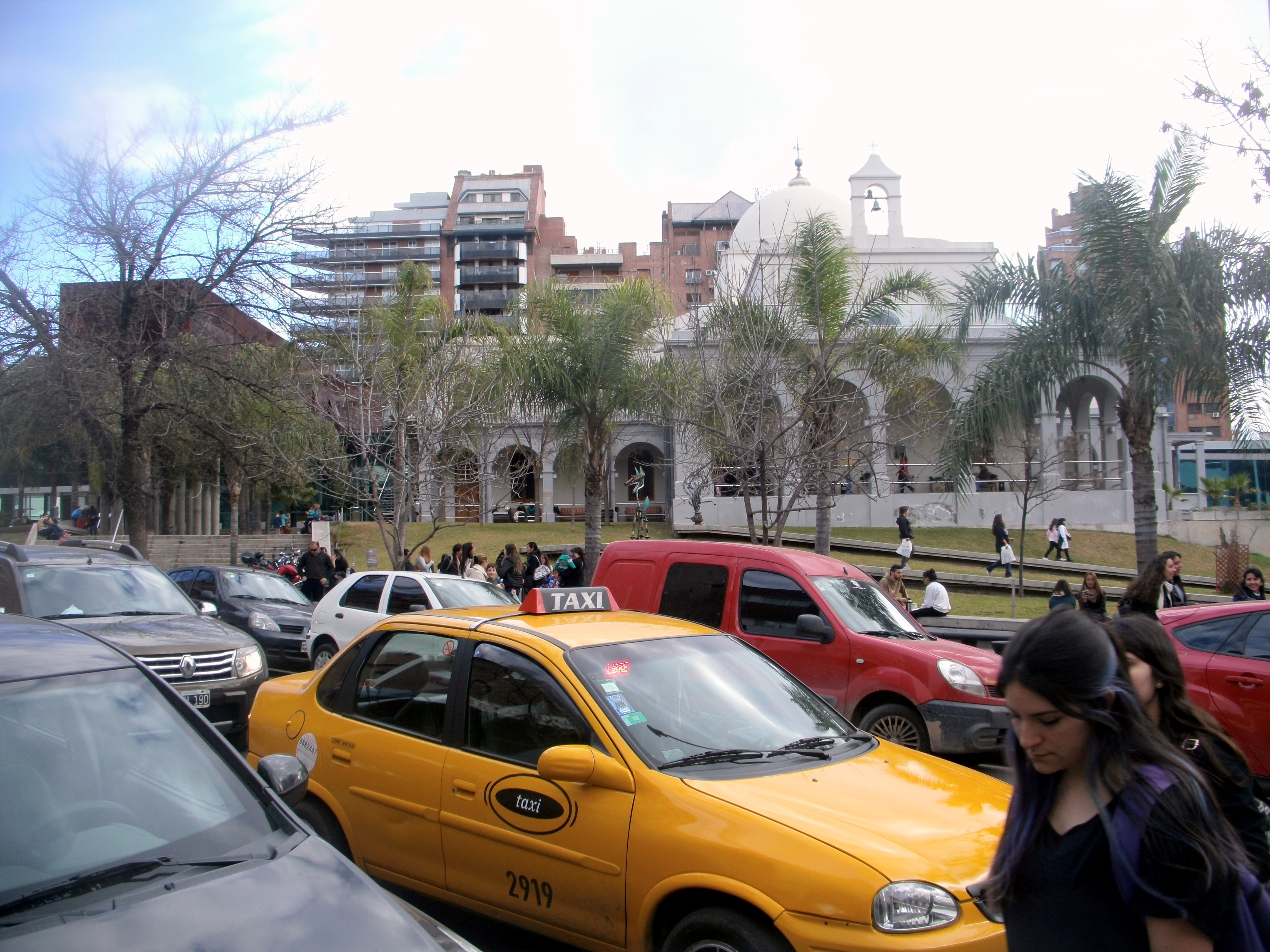
El Paseo del Buen Pastor con alto tráfico.